# Hanka Paldum
Hanka Paldum, född 28 april 1956 i Čajniče, Bosnien och Hercegovina, är en bosnisk sevdah- och folksångerska. Hon började sin karriär 1975 och har varit aktiv i över tre decennier. Hon har divastatus i sitt hemland.

## Diskografi

### Album
- Čežnja (1980)
- Sanjam (1982)
- Dobro došli prijatelji (1983)
- Tebi ljubavi (1984)
- Nema kajanja (1985)
- Bolno srce (1986)
- Gdje si dušo (1988)
- Kani suzo izdajice (1989)
- Vjetrovi tuge (1990)
- Stežem srce (1995)
- Nek' je od srca (1998)
- Džanum (2001)
- Hanka (2003)
- Žena kao žena (2006)
- Sevdahom kroz vrijeme (2007)
- Sevdah je ljubav (2008)
- Sjajna Zvijezdo
- Najljepše pjesme 1
- Najljepše pjesme 2
- Iz Kulturne Baštine BiH

### DVD
- Hanka Paldum s prijateljima (2004)